# Баоне
Бао̀не (на италиански: Baone; на венециански: Baon, Баон) е малко градче и община в Северна Италия, провинция Падуа, регион Венето. Разположено е на 17 m надморска височина. Населението на общината е 3151 души (към 2014 г.).